# Ziyad Baha
Pour les articles homonymes, voir Baha.
Ziyad Baha (en arabe : زياد باها), né le 10 août 2009 à Malaga, est un footballeur marocain qui joue au poste d'avant-centre au Real Betis.

## Biographie

### Naissance et origines
Né à Malaga en Espagne, Ziyad Baha est le fils du footballeur international Nabil Baha,. Lorsqu'il a cinq ans, en 2014, il déménage à Rabat, où son père exerce en tant que footballeur professionnel au Fath US. Il rejoint par la même occasion l'académie de ce club.

### Carrière en club
Plus tard, Ziyad Baha est recruté par le Málaga CF, où il s'illustre d'abord avec les équipes de jeunes, avant de rejoindre à l'été 2024 le Real Betis.

### Carrière en sélection
En mars 2025, Ziyad Baha est convoqué avec l'équipe du Maroc des moins de 17 ans — dont le sélectionneur n'est autre que son père Nabil Baha,, — pour participer à la Coupe d'Afrique des nations des moins de 17 ans qui se déroule en mars puis avril à domicile,.
Déjà auteur d'un doublé lors du match d'ouverture contre l'Ouganda, il s'illustre notamment en quart de finale avec un nouveau doublé lors de la victoire 3-1 contre l'Afrique du Sud, qui lui vaut le trophée d'homme du match,,.
Le Maroc atteint la finale de la compétition après sa victoire aux tirs au but face à la Côte d'Ivoire (0-0 dans le temps réglementaire),, et remporte la compétition après un autre match nul et vierge (4-2 aux tirs au but) face au Mali, Baha étant à chaque reprise celui qui ouvre le score pour son équipe lors de la séance de tirs. Les marocains remportent ainsi le premier titre de leur histoire dans la compétition,.
Parmi les joueurs les plus en vue de son équipe, il en est avec 4 réalisation le meilleur buteur.

## Palmarès

### En sélection
- Maroc -17 ans
  - Coupe d'Afrique des nations
    -  Vainqueur en 2025

  - Championnat d'Afrique du Nord
    -  Médaille de bronze en 2024